# 26. pehotni polk (Avstro-Ogrska)
Za druge 26. polke glejte 26. polk.
26. pehotni polk (izvirno nemško Infanterie-Regiment Nr. 26; dobesedno slovensko: Pehotni polk št. 26) je bil pehotni polk avstro-ogrske skupne vojske.

## Poimenovanje
- Ungarisches Infanterie Regiment »Schreiber« Nr. 26/Madžarski pehotni polk »Schreiber« št. 26
- Infanterie Regiment Nr. 26 (1915 - 1918)

## Zgodovina
Polk je bil ustanovljen leta 1717. 

### 1. svetovna vojna
Polkovna narodnostna sestava leta 1914 je bila sledeča: 53 % Madžarov, 38 % Slovakov in 9 % drugih. Naborni okraj polka je bil v Esztergomu, pri čemer so bile polkovne enote garnizirane sledeče: Gjur (štab, I., II., IV. bataljon) in Esztergom (III. bataljon).
Med 1. svetovno vojno se je polk bojeval tudi na soški fronti.
V sklopu t. i. Conradovih reform leta 1918 (od junija naprej) je bilo znižano število polkovnih bataljonov na 3.

## Organizacija
1918 (po reformi)
- 1. bataljon
- 2. bataljon
- 3. bataljon

## Poveljniki polka
- 1859: Georg von Waldstätten[8]
- 1865: Georg von Waldstätten[9]
- 1879: Johann Abele von Lilienberg[10]
- 1908: Josef von Weber[11]
- 1914: Livius Borotha von Trstenica[1]